# One: Kagayaku Kisetsu e
One: Kagayaku Kisetsu e (One ～輝く季節へ～, lit. One ~Vers la Saison Brillante~) est un visual novel eroge japonais développé par la société Tactics, une marque de l'entreprise Nexton, sortie le 26 mai 1998 pour PC sous Windows 95. La plupart des créateurs de ce jeu sont devenus par la suite les fondateurs du studio de développement de visual novels Key. Plus tard, le jeu a été adapté sur PlayStation, puis est sortie une version entièrement vocalisée pour PC. Une suite librement adaptée, One2: Eien no Yakusoku, a été produite par BaseSon, une autre marque de Nexton, pour une sortie en avril 2002.
Deux séries OVA inspirées de One ont été créées. La première, portant le même nom que le jeu, était une série tous publics produite par le studio KSS entre 2001 et 2002, contenant quatre épisodes. La seconde série, nommée One: True Stories, est une série hentai produite par Cherry Lips entre 2003 et 2004, contenant trois épisodes. One: True Stories a été également publiée en anglais sous licence de Media Blasters. D'autres adaptations existent, dont quatre romans, des dramas audio en CD, et des anthologies de manga.
Selon un classement national sur les meilleures ventes de jeux bishōjo au Japon, l'édition vocalisée de One sur PC a débuté douzième sur cinquante dans le classement, et s'est classé quarantième les deux semaines suivantes. Dans le mois suivants, cette édition s'est d'abord classée soixantième, puis quarante-quatrième. Les six héroïnes de One ont fait une apparition dans le jeu dōjin Eternal Fighter Zero de Twilight Frontier.

## Système de jeu
One demande peu d'actions de la part du joueur, qui passe la plupart du jeu à lire le texte qui apparaît sur l'écran, représentant les dialogues avec les différents personnages ou les pensées du héros. De temps en temps, le joueur atteint un « point de décision » où il est possible de choisir entre différentes options affichées à l'écran, généralement deux ou trois. Le temps entre deux points de décision peut varier d'une minute à beaucoup plus de temps. Pendant ces décisions, le jeu est en pause jusqu'à ce que le joueur fasse un choix ; celui-ci oriente le scénario du jeu dans une direction spécifique dépendant de la décision du joueur.
Il y a six trames scénaristiques que le joueur peut suivre, chacune associée à l'une des héroïnes de l'histoire. Il faut refaire le jeu plusieurs fois pour suivre tous les scénarios possibles. L'un des buts du jeu original est de débloquer le visionnage de scènes érotiques où le héros Kōhei et l'un des six personnages féminins ont des relations sexuelles.

## Contenu du jeu

### Localisation
L'histoire de One se déroule entre le 30 novembre 1998 et le 30 mars 1999, bien que seul le scénario d'Akane dure pendant toute cette période. La plupart du jeu se déroule dans un lycée japonais, mais l'histoire en montre peu de détails, à part la classe de Kōhei, la cafétéria, et un peu des environs. Le bâtiment principal du lycée a trois étages, et le toit est accessible également (une pancarte sur la porte d'accès au toit indique « Accès interdit » mais la porte n'est jamais verrouillée). Un autre bâtiment adjacent au bâtiment principal abrite les locaux des clubs. Un des côtés de l'école est bordé par une forêt, qui en est séparée par une clôture. Après la forêt, on peut trouver un parc avec une fontaine, puis une colline. À part l'école, le jeu montre aussi le centre commercial et la route que prend Kōhei pour aller au lycée, ainsi que la maison de Kōhei à deux étages.

### Personnages principaux
Le héros du jeu, Kōhei Orihara, est un jeune lycéen qui vit une vie normale. Il a tendance à faire des farces aux filles qu'il connaît, en particulier son amie d'enfance Mizuka Nagamori, mais au fond de lui-même, il est gentil avec les filles. Mizuka s'occupe beaucoup de lui, et s'inquiète car il pourrait se trouver une petite amie. Elle soupire beaucoup à cause des farces sans queue ni tête de Kōhei. Kōhei rencontre au début du jeu une nouvelle élève, Rumi Nanase, qui cherche à devenir une « vraie jeune fille », et se comporte donc en jeune fille innocente vis-à-vis de son entourage, mais elle montre son vrai caractère à Kōhei seul, qui lui fait une très mauvaise première impression. Kōhei fait également la connaissance d'une camarade de classe réservée, Akane Satomura, qui n'est pas prête à ouvrir son cœur aux autres et refuse toute aide de la part de Kōhei.
Kōhei fait également la connaissance de deux élèves de la classe supérieure : l'aveugle Misaki Kawana, qui est très sociable avec tout le monde, et la muette Mio Kouzuki qui utilise un carnet pour parler par écrit avec Kōhei. Mio fait partie du club de théâtre, et malgré son handicap, elle est capable de faire éprouver des émotions en utilisant des expressions très variées. La dernière fille que Kōhei rencontre est une collégienne, Mayu Shiina, qui a un caractère colérique et refuse d'aller en classe. Le seul ami à qui Mayu ait jamais fait confiance, un furet nommé Myū, est mort peu de temps avant que Mayu rencontre Kōhei et les autres héroïnes du jeu.

### Scénario
L'histoire de One est centrée sur Kōhei Orihara, le héros, qui soupçonne que sa vie jusque-là paisible et routinière pourrait changer. Ses parents sont morts quand il était très jeune, et quand sa petite sœur est morte à son tour, il a commencé à se réfugier dans un monde imaginaire, le « Monde Éternel ». Ce monde est le principal thème du jeu, il n'est jamais clairement expliqué et les détails le concernant sont inconnus. Dans le jeu original, Shun Hikami donne des indices sur le Monde Éternel.
Le Monde Éternel est une sorte d'au-delà accessible à tout le monde, mais une fois dedans, retourner dans le monde réel est difficile. Un « autre soi » de chacun attend dans ce monde. Si elle trouve un lien sentimental fort avec le monde réel, une personne qui se trouve dans le Monde Éternel peut retourner dans le monde réel au bout d'environ un an. Il existe un territoire commun où tous ceux qui sont dans le Monde Éternel peuvent se rencontrer. Pour entrer dans le Monde Éternel, il faut avoir perdu toutes ses attaches au monde réel, et rien ne peut empêcher quelqu'un de partir vers le Monde Éternel. Lorsqu'une personne est sur le point de partir vers le Monde Éternel, son entourage commence à l'oublier environ une semaine avant son départ, mais ils s'en souviendront si la personne retourne dans le monde réel. Le moment où on oublie une personne qui part dans le Monde Éternel dépend du lien affectif qu'on avait avec cette personne.
Kōhei vit une vie normale au lycée avec son amie d'enfance Mizuka Nagamori, et fait la connaissance de cinq autres filles qu'il essaie d'aider à résoudre leurs problèmes personnels. Kōhei aime plaisanter et faire des farces aux filles qu'il connaît, mais au fond il est gentil et veut réellement les aider. Au cours du jeu, Kōhei développe une relation intime avec l'une des six filles qu'il connaît : Mizuka Nagamori, Rumi Nanase, Misaki Kawana, Mio Kouzuki, Mayu Shiina, et Akane Satomura. Alors que sa relation avec l'une des filles se met en place, au bout d'un moment son entourage commence à l'oublier, et il commence à se rapprocher du Monde Éternel. Cela continue jusqu'à ce que même la fille qu'il aime l'oublie, et à ce moment il entre complètement dans le Monde Éternel et c'est comme s'il n'avait jamais existé dans le monde réel. Son seul espoir de retour est de créer un lien affectif fort avec quelqu'un, afin de suivre son guide pour retourner dans le monde réel.

## Développement
One: Kagayaku Kisetsu e est le troisième jeu de Tactics après Moon. et Dōsei. La production de One a été dirigée par YET11, qui a également participé à la musique du jeu. Le planning a été fait par Jun Maeda qui a également écrit le scénario avec Naoki Hisaya. La direction artistique était assurée par Itaru Hinoue, qui a également travaillé sur les graphismes avec Miracle Mikipon et Shinory. La musique a été composée principalement par OdiakeS et Shinji Orito.

### Sortie
One est d'abord sorti le 26 mai 1998 en éditions normale et limitée, jouables sur PC sous forme de CD-ROM ; l'édition limitée incluait également la musique originale du jeu. Ces deux éditions ne contenaient aucun doublage vocal. Le 1er avril 1999, l'éditeur KID a sorti un portage tous publics sur PlayStation en éditions normale et limitée, sous le titre Kagayaku Kisetsu e ; ces deux versions incluaient un doublage vocal complet. Le 14 septembre 2000, AI Systems a publié One: Kagayaku Kisetsu e Memorial Selection, qui ressemble beaucoup au jeu original, mais à un prix bien moindre, un peu moins de la moitié du prix original. Le 1er janvier 2003, Nexton a republié l'édition PC avec un doublage vocal complet. Kōhei n'est doublé dans aucune de ces éditions.
Le 9 février 2007, une version de One jouable sur les téléphones FOMA via un programme en Java a été éditée par NTT DoCoMo. Une autre adaptation sur téléphone portable au a été faite le 1er mars 2007 par KDDI. Une troisième version mobile, également destinée aux FOMA, a été faite par SoftBank Mobile le 2 juillet 2007. La dernière édition de One par Nexton, le 1er juin 2007, est une réédition PC compatible avec Windows Vista. La version PlayStation est la seule qui ne contient pas de scènes érotiques. La vidéo de début de l'édition originale est toujours disponible en téléchargement sur le site de One par Tactics.

## Adaptations

### Livres
Quatre romans basés sur One, écrits par Midori Tateyama, ont été publiés par Movic entre août 1998 et avril 2000. Ces romans étaient à caractère érotique et réservés aux adultes. Chaque volume était centré sur une héroïne du jeu, respectivement Mizuka, Akane, Misaki et Rumi. Un fan book officiel de 143 pages sur Moon. et One a été publié par Compass en octobre 1998. Aspect a également publié un fan book de 95 pages sur la version PlayStation de One en octobre 1999.
Compass a également publié une anthologie manga intitulée Tactics Anthology Comic One: Kagayaku Kisetsu e Chapter en mai 1999. Movic a publié une anthologie manga en deux volumes, One: Kagayaku Kisetsu e Comic Anthology, entre octobre et décembre 1999,. Ohzora a également publié cinq volumes d'anthologie manga : trois en une série, plus deux volumes indépendants. La série, One: Kagayaku Kisetsu e Anthology Comics, a été publiée de mai 2002 à février 2003,. Le premier volume indépendant, One: Kagayaku Kisetsu e Dōjin Selection, a été publié en septembre 2003, et le second, Hidamari One: Kagayaku Kisetsu e, a été publié en janvier 2004.

### CD audio
Trois CD audio de drama ont été publiés par Movic du 6 novembre 1999 au 30 janvier 2000. Deux CD audio de drama basés sur le premier OVA ont été publiés par KSS entre novembre 2001 et juillet 2002,. La première bande originale du jeu a été publiée le 6 décembre 1998, suivie par une seconde le 24 septembre 1999 sous forme d'arrangements au piano. Un autre album, intitulé Sea Roars, a été publié avec l'édition vocalisée du jeu sur PC. Une bande originale de la première série OVA, intitulée One: Kagayaku Kisetsu e Music from the Animation ou One: Kagayaku Kisetsu e Vocal Mini album a été publiée le 10 août 2001 par KSS. La bande originale de l'OVA One: True Stories a été publiée par ChamberRecords/HOBiRECORDS le 21 novembre 2003.

### Anime
One a connu deux adaptations en série d'anime OVA. La première est une série tous publics, One: Kagayaku Kisetsu e, produite par KSS ; quatre DVD ont été publiés au Japon entre le 10 août 2001 et le 24 mai 2002. Cette série est librement inspirée du scénario du visual novel avec des décors différents. La seconde série, produite par Cherry Lips, est une série hentai intitulée One: True Stories. Trois DVD contenant chacun un épisode ont été publiés entre le 21 novembre 2003 et le 28 mai 2004. One: True Stories a ensuite été publié en anglais sous licence de Media Blasters, les trois DVD étant regroupés en un seul publié le 16 mars 2005.

## Accueil et critiques
Selon un sondage national sur les meilleures ventes de jeux bishōjo au Japon, la version PC de One: Kagayaku Kisetsu e Memorial Selection s'est classée dans les meilleures ventes à plusieurs reprises. Le jeu a été numéro six dans les deux premières semaines de septembre 2000. Pendant les deux premières semaines de janvier 2001, la version Memorial Selection s'est classée trentième, et un mois plus tard, les deux premières semaines de février 2001, elle était trente-huitième. Memorial Selection s'est également classé quarante-et-unième entre fin février et début mars 2001 et trente-deuxième les deux semaines suivantes. Memorial Selection s'est à nouveau classé dans les meilleures ventes du 7 au 20 mai 2001, à la quarante-septième place, et enfin dans les deux premières semaines de juillet 2001, à la trente-septième place. La version vocalisée de One sur PC a démarré douzième du classement sur cinquante et s'est classée quarantième les deux semaines suivantes. Dans le mois suivant, la version vocalisée de One s'est classée soixantième, puis quarante-quatrième.
L'OVA One: True Stories a été critiqué par Mania.com avec cette remarque : « One: True Stories est le type parfait de série pour débutants ou pour couples qui se base autant sur l'histoire et les émotions des personnages que sur le sexe, sinon plus ». Les personnages étaient décrits comme « charismatiques » et l'histoire comme une « fantaisie, mais une belle fantaisie ».

### Influences
Après la sortie de One: Kagayaku Kisetsu e, le producteur, YET11, est la seule personne ayant travaillé sur le jeu à apparaître dans les titres suivants de Tactics, comme le visual novel Suzu ga Utau Hi en 1999. Le reste de l'équipe de One et de son prédécesseur Moon. participèrent ensuite au visual novel Kanon, sous la marque Key de la société VisualArt's.
Une suite librement inspirée de One, intitulée One2: Eien no Yakusoku (One2 ～永遠の約束～, lit. One2 ~La Promesse éternelle~), a été produite par le studio BaseSon, une autre marque de Nexton. One2 est d'abord sorti le 26 avril 2002, puis une nouvelle version est sortie le 25 avril 2003 avec un doublage vocal,. One2 utilisait le concept du « Monde Éternel » de One comme le thème majeur de son scénario. Le Monde Éternel de One2 est mieux expliqué que dans One, mais il en est légèrement différent, car les scénaristes de One ne sont pas les mêmes que ceux de One2.
Les personnages de One sont apparus dans d'autres œuvres non liées directement à One. Les six héroïnes de One sont apparues dans le jeu dōjin Eternal Fighter Zero de Twilight Frontier. Rumi Nanase apparaît comme figurante dans plusieurs épisodes de l'anime Kanon produit par Kyoto Animation. Itaru Hinoue, la directrice artistique de One, a inclus des illustrations de One dans son livre White Clover: Itaru Hinoue Art Works.